# Länsväg 112
Länsväg 112 går från Åstorp till Höganäs. Den går i Skånes län och är 26 km lång.

## Sträckning
Den fungerar som en förlängning av Riksväg 21 där ansluter till E4 i Åstorp. Länsväg 112 slutar inne i Höganäs där den ansluter med Länsväg 111. Den korsar E6/E6 vid Varalöv.

## Historia
På 1940-talet infördes vägnummer, och då infördes nummer på vägar i en liknande sträckning som dagens väg 112 men inte exakt. Ängelholm-Jonstorp(-Mölle) fick nummer 52 och Jonstorp-Höganäs nummer 53. Mellan Åstorp och Varalöv fanns en småväg, men man kunde också köra väg 1 och väg 2 via Bjuv. År 1962 infördes nya nummer och då blev Ängelholm-Höganäs väg 112. I början av 1980-talet byggdes ny väg mellan E6 vid Varalöv och Höganäs. I början av 1990-talet byggdes ny väg mellan Åstorp vid E4 och Varalöv vid E6, som gavs numret 112.